# Zakrzewo (Grande Polonia)
Zakrzewo (dal 1935 al 1945 Buschdorf) è un comune rurale polacco del distretto di Złotów, nel voivodato della Grande Polonia. Ricopre una superficie di 162,52 km² e nel 2004 contava 4 788 abitanti.